# Otava
L'Otava és un riu del sud-oest de Bohèmia, a la República Txeca. Té una llargada de 112 km i és un afluent per l'esquerra del riu Vltava. Passa per diverses ciutats, entre les quals Sušice, Strakonice i Písek. El seu nom és d'origen cèltic. És un riu popular per a la pràctica d'esports aquàtics. El dialecte local (Prácheňsko) l'anomena també "Wotāva".